# Sara Ferranti
Sara Ferranti (Terni, 30 marzo 1982) è una doppiatrice italiana.

## Biografia

### Vita privata
È la moglie del doppiatore Edoardo Stoppacciaro.

## Doppiaggio

### Film
- Lupita Nyong'o in Noi
- Denise Richards in Love Actually - L'amore davvero
- Hope Riley in L'amore non va in vacanza
- Jackie Sandler in Mia moglie per finta
- Nikki Glaser in Un disastro di ragazza
- Ashley Burritt in Olé
- Gemma Chan in Captain Marvel
- Kristen Bell in Pulse
- Sophia Bush in The Hitcher
- Gemma Arterton in St. Trinian's
- Juno Temple in Lovelace
- Evan Rachel Wood in Down in the Valley
- Jessy Schram in Unstoppable - Fuori controllo
- Sarah Roemer in The Grudge 2
- Amanda Crew in Jobs
- Alexis Knapp in Project X - Una festa che spacca
- Lisa Werlinder in Munich
- Alona Tal in Infiltrato speciale 2
- Catalina Sandino Moreno in The Twilight Saga: Eclipse
- Torrey DeVitto in Il rito
- Holly Palmer in My One and Only
- Riley Steele in Piranha 3D
- Crystal Lowe in Final Destination 3
- Meiling Melançon in X-Men - Conflitto finale
- Polly Cusumano in Dirty Dancing 2
- Meredith Holzman in Buttiamo giù l'uomo
- Sienna Guillory in Shark 2 - L'abisso
- Kathryn Boyd in Reptile
- Leanna Chea in Asterix & Obelix - Il regno di mezzo
- Neslihan Atagül in Memories
- Sarah Gadon in Ferrari
- Sihle Ndaba in A Soweto Love Story
- Sarah Cooper in Unfrosted - Storia di uno snack americano

### Film d'animazione
- Angela in Ortone e il mondo dei Chi
- Viola in Trilli e il tesoro perduto
- Francine in L'era glaciale - In rotta di collisione
- Nancy in Sing
- Lyla in Spider-Man - Un nuovo universo
- Dottie Winslow in Sansone (2022)
- Ashley Lancaster in Violet Evergarden: Eternity and the Auto Memory Doll

### Serie televisive
- Mirrah Foulkes in Harrow
- Jordan-Claire Green in Alias
- Brittany Curran in Zack e Cody al Grand Hotel
- MacKenzie Mauzy in Forever
- Olivia Luccardi in Orange Is the New Black
- Laura Sohn in The Blacklist
- Zainab Jah in Only Murders in the Building
- Tara Strong in Loki
- Lundon Smith in Il mistero dei Templari - La serie
- Angela Zhou in Morte e altri dettagli
- Laura Marano in Liv e Maddie
- Stephanie Allynne in The L Word: Generation Q
- Aubrey Plaza in Agatha All Along

### Soap opera e telenovelas
- Melisa Döngel in Love Is in the Air, Love, Reason, Get Even
- Maida Andrenacci in La maga
- Neslihan Atagül in Endless Love
- Olivia Molina in Ritorno a Las Sabinas

### Serie animate
- Tigre Bianca / Ava Ayala in Ultimate Spider-Man
- Depa Billaba in Star Wars: The Bad Batch
- Vicky Williams in Koala Man
- Leila in LEGO Star Wars: The Freemaker Adventures
- Tata in Muppet Babies
- Marina in Alvinnn!!! e i Chipmunks
- Zia Trixie in Bluey
- Chloe in I Griffin
- Jan in F Is for Family
- Bertrand Henrylta Lyshaid in KamiKatsu: Working for God in a Godless World
- Voce addizionale in Onimusha
- Mary Hughes in Fairy Tail
- Beth Bayani in Firebuds[1]
- Michiru Saotome in Shin Getter Robo Re:Model
- Sun Park in American Dragon: Jake Long
- Naida Baron in Goldrake U
- Li in Toby's travelling circus
- Ren Mikihara in Full Metal Panic? Fumoffu

### Videogiochi
- White Tiger in Disney Infinity 2.0 (2014)[2]
- Naida e civile in UFO Robot Goldrake: Il banchetto dei lupi[3]